# NGC 2014
NGC 2014 est un amas ouvert associé à une nébuleuse en émission situé dans la constellation de la Dorade. Cet amas et cette nébuleuse sont situés dans le Grand Nuage de Magellan. NGC 2014 a été découvert par l'astronome écossais James Dunlop en 1826. 

À droite, NGC 2014 par le Très Grand Télescope de l'ESO. C'est NGC 2020, une nébuleuse en émission, qui est à gauche de NGC 2014.

## Description
Cette grosse nébuleuse contient principalement de l'hydrogène et une grande quantité d'étoiles. La radiation énergétique de ces nouvelles étoiles détachent les électrons des atomes d'hydrogène, ce qui donne au nuage sa teinte rosée. En plus de cette forte radiation, de jeunes étoiles massives produisent aussi de puissants vents stellaires qui finiront par provoquer la dispersion du gaz autour d'eux au loin.
NGC 2014 est aussi une source radio à spectre continu (Flat-Spectrum Radio Source).